# Planta termoeléctrica Josefa Camejo
La Planta termoeléctrica "Josefa Camejo" es una central termoeléctrica de Venezuela, ubicada en Punto Fijo, península de Paraguaná. Fue construida con una capacidad de generación de 450 MW, alcanzados a través de 3 turbogeneradores de 150 MW cada uno. La central es provista de gasoil a través de un oleoducto subterráneo que la conecta con la refinería de Amuay, de la que dista unos pocos kilómetros.